# 녹미어
녹미어(영어: Asian arowana, 인도네시아어: Siluk Merah, 학명: Scleropages formosus 스클레로파게스 포르모수스[*])는 골설어목 골설어과의 스클레로파게스속에 속하는 민물고기이다. 이 속에 속하는 종을 나누기도 하고, 하나의 종으로 합치기도 한다. 각 지역에서는 다른 이름으로 불린다.
동남아시아에서 자생하는 물고기이며, 천천히 흐르는 물이나 늪에서 서식한다. 성체는 다른 물고기를 먹으며, 어린 개체는 곤충을 먹는다.
관상어로서 상당한 인기를 구가하고 있으며, 이 지역의 주민들의 문화에도 상당한 중요한 위치를 차지 하고 있다. 하지만 이런 것이 이 물고기를 멸종위기에 놓이게 하기도 한다. 관리상의 어려움은 크게 없으나, 귀하고 소수 양식되는 개체만을 살 수 있기 때문에 현재는 상당한 고가로 팔린다.
관상어로써는 용이라 불리며,홍룡, 청룡, 금룡 등의 품종이 있다. CITES로 지정되어있기 때문에 이 물고기를 사육하려면 주인은 반드시 허가증이 있는 녹미어를 구입해야 한다. 녹미어의 비늘에 마이크로칩을 삽입해 허가증과 함께 식별하기도 한다.